# Frans Mortelmans
Frans Mortelmans (Antwerpen, 1 mei 1865 - 11 april 1936) was een Belgisch kunstschilder en broer van de componist Lodewijk Mortelmans.

## Levensloop

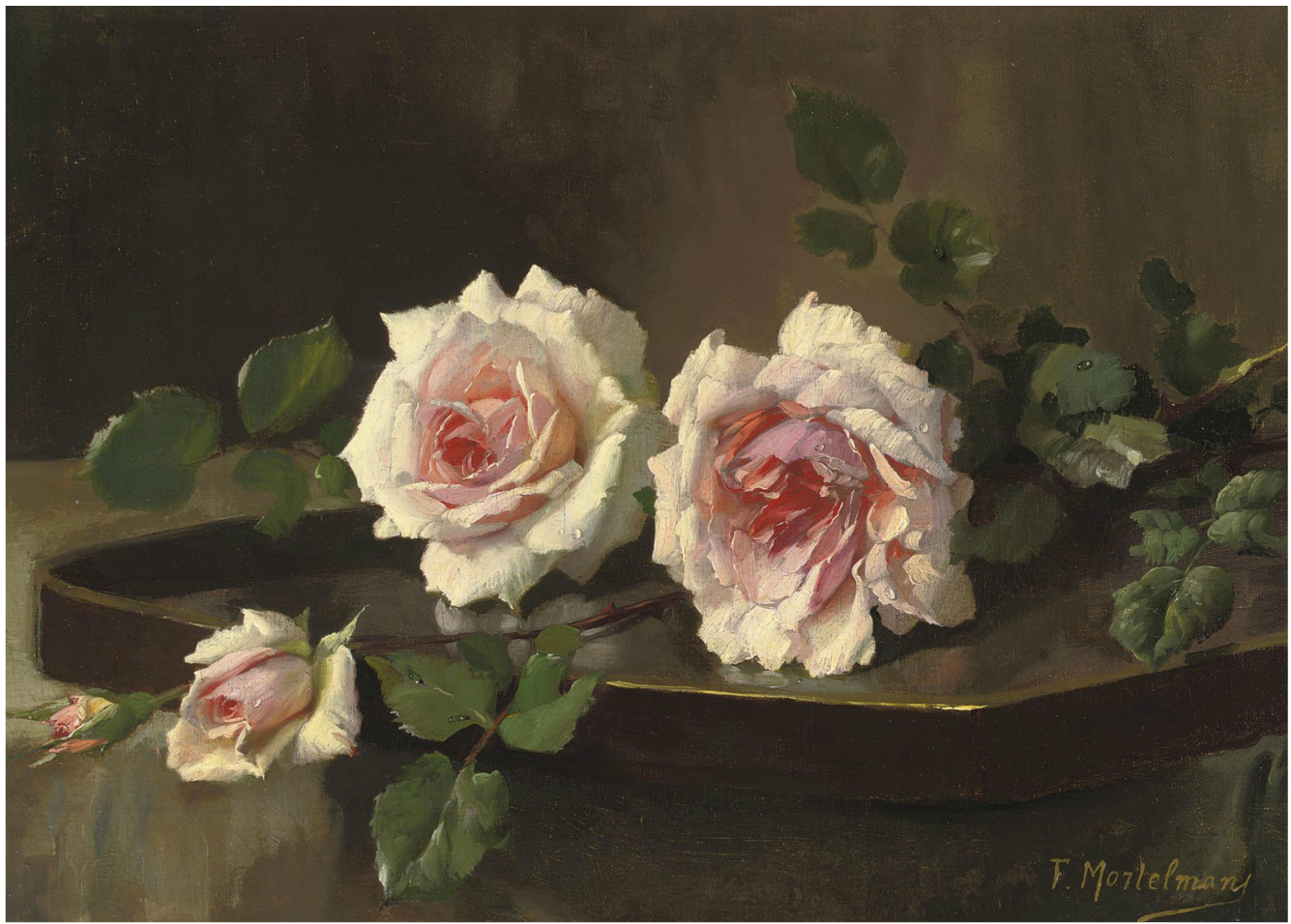
Stilleven met rozen

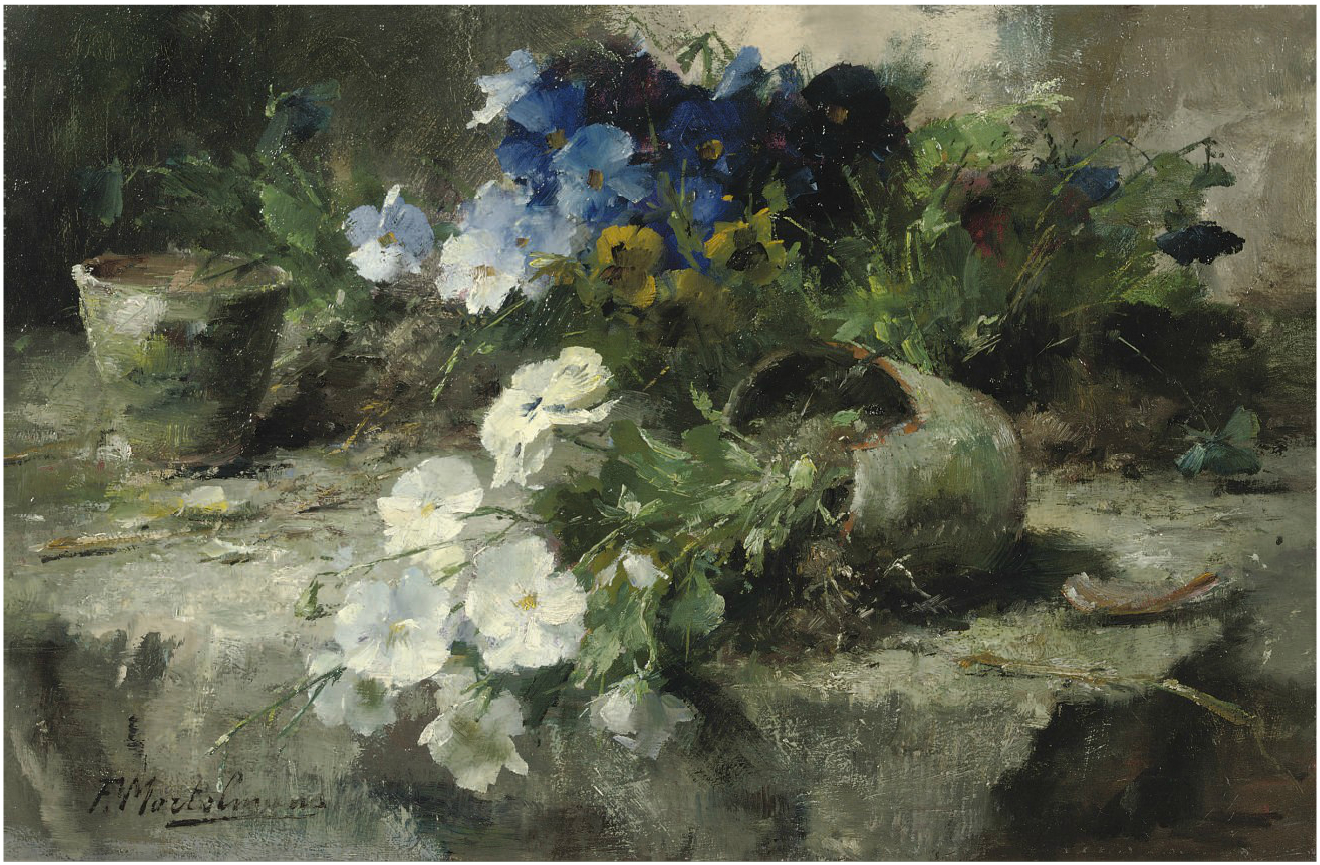
Stilleven met viooltjes

De jonge Mortelmans groeide op in de Antwerpse Sint-Paulusparochie. Zijn vader Karel Mortelmans had een drukkerszaak in de Zirkstraat, maar had ook culturele aspiraties en dat vergemakkelijkte de artistieke inspiraties van zijn zonen Lodewijk en Frans.
Frans Mortelmans studeerde aan de Antwerpse Kunstacademie van 1876 tot 1887 en aan het Hoger Instituut in Antwerpen van 1887 tot 1891. Aan de Academie waren zijn leraars Edward Dujardin, J.E. Van den Bussche, P. Beaufaux, P. Sibert, J. Geefs, Albrecht De Vriendt, Karel Verlat en Lucas Schaefels. Aan het Hoger Instituut waren het Juliaan De Vriendt en Frans Van Leemputten. Zijn deelnames aan de Prix de Rome voor schilderkunst in 1886 en 1889 brachten hem niet door de selecties.
Ondanks de veelzijdigheid van zijn opleiding, specialiseerde Frans Mortelmans zich in het schilderen van bloemen en stillevens, hoewel hij in zijn begin jaren ook portretten maakte. Zijn stijl was zeer virtuoos en flatterend, kleurrijk, maar toch ingehouden en nooit schreeuwerig. Het impressionisme inspireerde de laat-romanticus. Mortelmans schilderde ook enkele portretten, interieurs met figuren en stillevens met groenten, zeevruchten, paddenstoelen, fruit, kaas of hesp. De bloemstukken halen numeriek de bovenhand. Binnen deze categorie zijn de voorstellingen van rozentuilen het talrijkst. De rozenschilderijen bezorgen hem ruime waardering. Door aankoop van een werk in 1903 door het Koninklijk Museum voor Schone Kunsten te Antwerpen kreeg hij officiële erkenning. Tijdens zijn vakanties aan de kust schilderde hij vissersboten en strandtaferelen. In zijn buitenverblijf te Kalmthout waren het dan weer buitengezichten op de tuin en de heide. Van zijn hand zijn er 850 werken bekend. 

De schilder was lid van diverse kunstenaarsgroeperingen: Arte et Labore, De Scalden, De Hulst en De Distel (beide laatste in Mechelen).
Beroepshalve was hij professor stillevenschilderen in de Academie van Berchem. Tot zijn leerlingen daar behoorden Antoon Marstboom en Joris Minne. Hij bleef in functie tot in 1935.

## Onderscheidingen
- 1932 : Commandeur in de Leopoldsorde

## Tentoonstellingen
- 2018, Kasteel d'Ursel te Hingene tijdens de expositie Fleurs des Dames[1]
- 1897, Antwerpen, Salle Verlat (samen met Josué Dupon)
- 1917, Antwerpen, Galerie Lamorinière
- 1922, Antwerpen, Salle Wijnen
- 1927, Antwerpen, Galerie Lamorinière
- 1936, Antwerpen, Salle Wijnen (postuum)

## Musea
- Antwerpen, Koninklijk Museum voor Schone Kunsten
- Antwerpen, Letterenhuis
- Kortrijk, Stedelijke Musea
- Mechelen, Stedelijke Musea
- Omaha, Nebraska, Joslyn Art Museum : “Gele rozen”
- Oostende, Mu.ZEE

## Galerij

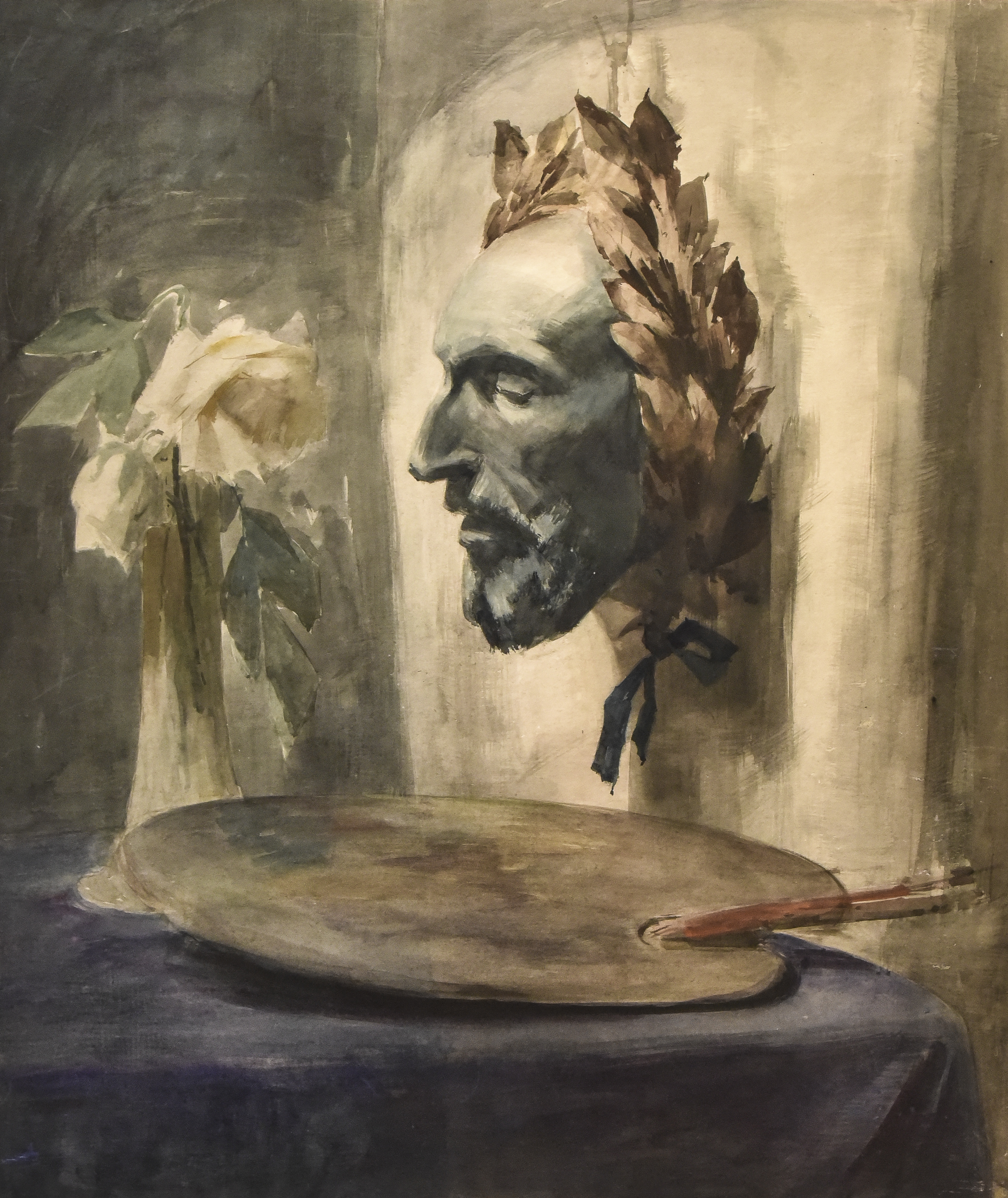
Dodenmasker van schilder Wiertz
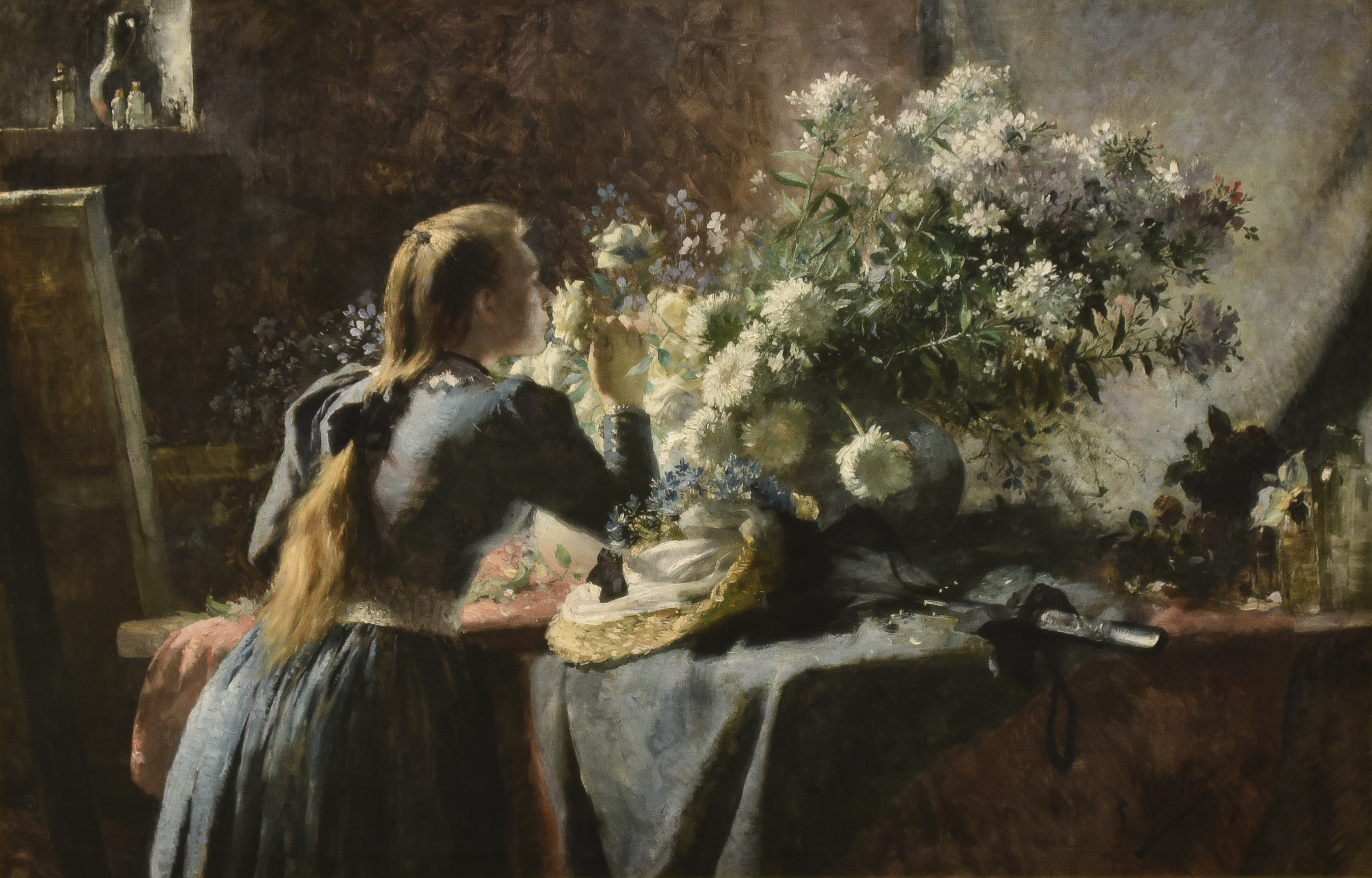
Bezoek aan het atelier
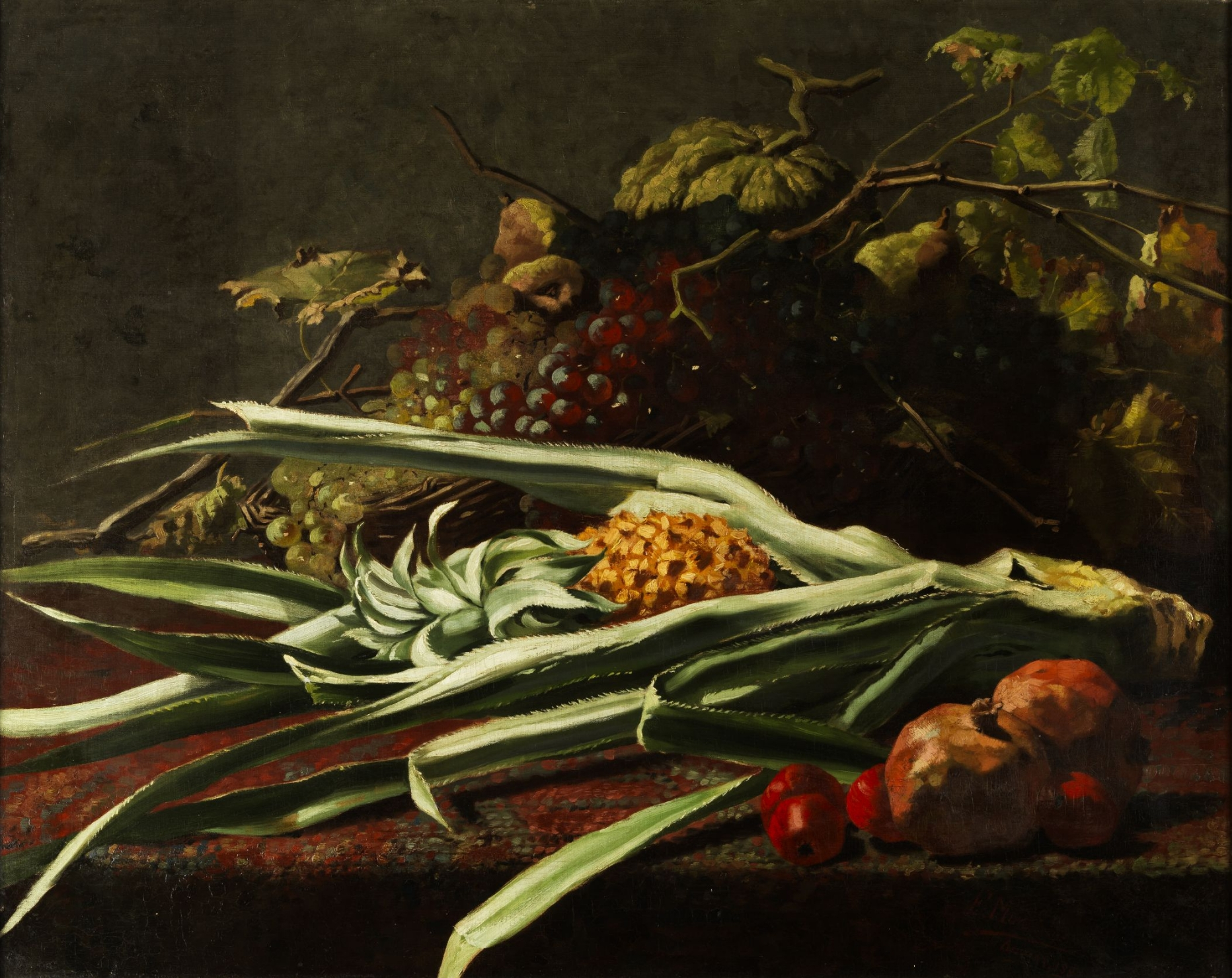
Stilleven (circa 1882)
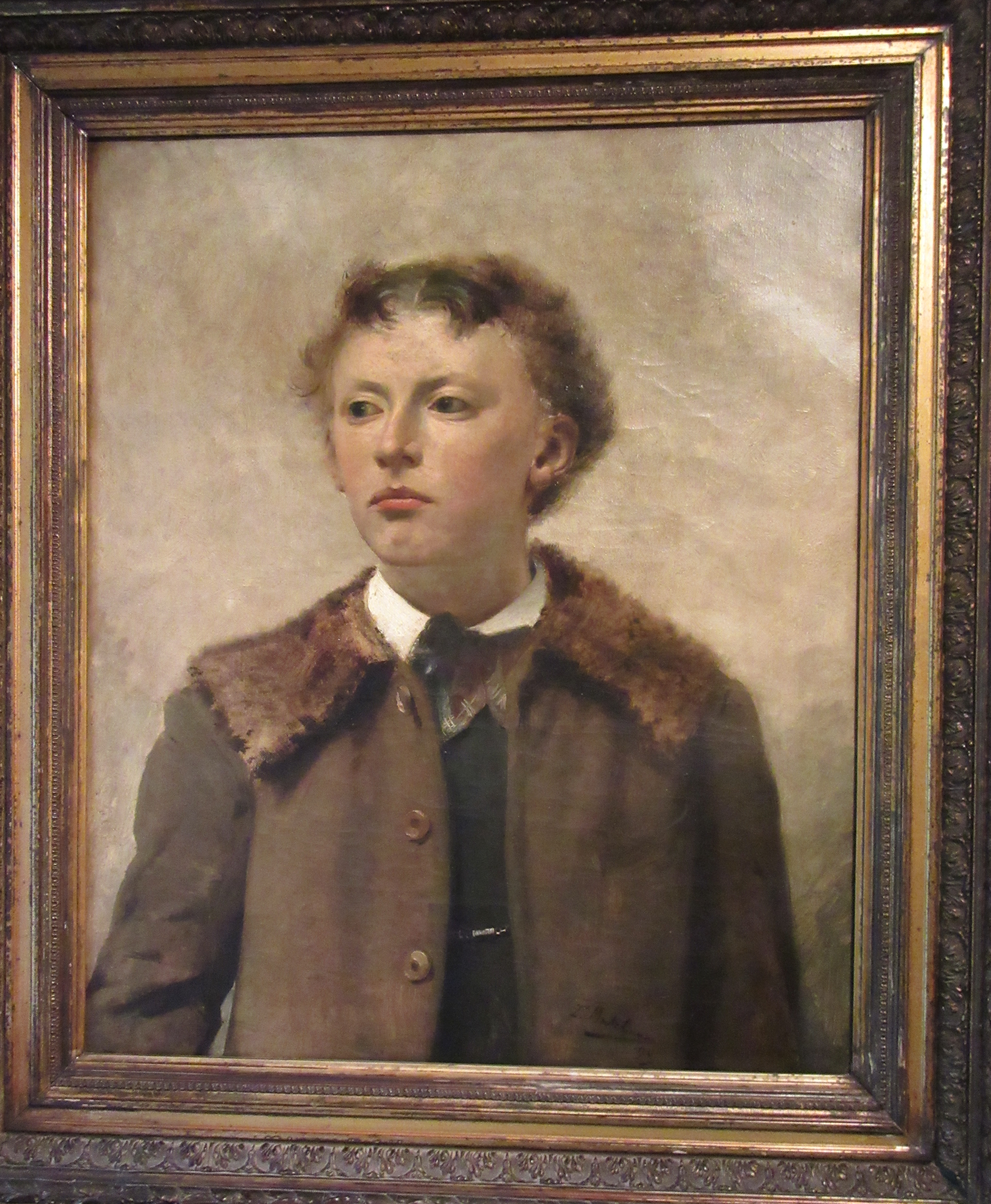
Portret van een Antwerpse jonge man (circa 1890)